# Falusi lakodalom
A Falusi lakodalom Szimfónia ('Ländliche Hochzeit') Goldmark Károly 1875-ben írt öttételes szimfóniája, amelyet egy évvel a híres 1. hegedűversenye előtt írt. A művet először 1876. március 5-én adták elő Bécsben, Richter János vezényletével. Johannes Brahms, aki gyakori sétálótársa volt Goldmarknak, és akinek saját 1. szimfóniáját csak 1876 novemberében mutatták be, azt mondta neki: „Ez a legjobb dolog, amit tettél; világos és hibátlan, készen ugrott elő, mint Minerva Jupiter fejéből."
Első amerikai bemutatója 1877. január 13-án a New York-i Filharmonikus Társaság koncertjén volt, Theodore Thomas vezényletével.

## Szerkezete
A mű nem felel meg a szimfónia szabványos felépítésének, egyszerűen szvitnek lehetne nevezni. A szokásos négy helyett öt tételből áll, ami megegyezik Beethoven Pastorale szimfóniájával, Berlioz Fantasztikus szimfóniájával és Schumann rajnai szimfóniájával. Tele van közép-európai bájjal, vidámsággal és jó humorral. Míg Goldmark nem adott konkrét programot a munkához, minden tételnek adott egy címet, amely a falusi lakodalom egyes elemeire utal.

### Első tétel

#### Hochzeitsmarsch. Variationen (Nászinduló: Variációk)
Az első tétel egy nászinduló (Hochzeitsmarsch), amelyet egy 13 variációból álló sorozat követ. Míg a szimfóniákban általában megtalálhatók variációk, a legszokatlanabb, hogy az első tételben jelennek meg. A variációk állandó tempó-, mérő-, ritmus-, hangulat- és harmóniaváltást kínálnak, és remek kidolgozásáról tanúskodnak.  
- Az induló témája az Adeste Fideles-re emlékeztet, csellók és nagybőgők mondják ki oktávban.
- Az 1. variációt kürtön, klarinéton és fuvolán játsszák
- A 2. variáció, a Poco animato bevezeti a hegedűket
- 3. variáció, teljes zenekar
- 4. variáció, Andante con moto, h-moll, a témát a hegedűk játsszák
- 5. variáció, Allegretto, nagybőgők, fagottok és kürtök
- 6. variáció, Allegro vivace, kürtök, fagottok, fuvolák és hegedűk
- A 7. változat részírást tartalmaz, ismét moll hangnemben
- 8. variáció, Allegro scherzando, vonósok, fuvolák, oboák és klarinétok
- 9. variáció, moll, nagybőgők, hegedűk és fuvolák
- 10. variáció, Molto vivace, hegedűk más húros hangszerekkel, pizzicato
- 11. variáció, Andante con moto, hegedűk, oboa és klarinét
- 12. variáció, Moderato, egy új dallam az eredeti témán, oboán, fagotton, brácsán és két hegedűn
- A 13. variáció, rövid fanfár után, az eredeti témát az eredeti tempóban, de teljes zenekarral játsszák, majd csendesen véget ér.[5]

### Harmadik tétel

#### Scherzo (Szerenád): Allegro moderato scherzando
A harmadik tétel, bár Scherzo-t jelölték, nem a Beethoven óta szokványos fajtájú scherzo, és annak alternatív címe „Szerenád”, ez nem nagyon dalszerű. Ismét a hangulat játékos és hűvös, és a triószakasz boldogan bukolikus. Goldmark néha zümmögést tesz a fafúvósok alá, hogy hangsúlyozza a zene „rusztikus” karakterét.

### Negyedik tétel

#### Im Garten (A kertben): Andante
Finom andante, ami a menyasszony és a vőlegény közötti szabadtéri magánbeszélgetésre – esetleg ennél is többre – utal. A hosszú, meghökkentő dallam csendben kezdődik, és nagyon lassan épül fel egy heves csúcspontra, majd visszahúzódik.
A tétel többi része ennek a dallamnak a töredékeiből alakul ki, amelyet egy hangszercsoportból óvatosan átadnak a másiknak, és néhány epizód különösen szenvedélyes.

### Ötödik tétel

#### Tanz (Tánc): Finálé – Allegro molto
A finálé egyszerűen „Tánc”. A gyors és néha ütős tétel a fúga és a polka között ingadozik; végül az utóbbi kerekedik felül, miközben megidézi az előző tételt.

## Fogadtatása
A Falusi lakodalom szimfónia olyan karmesterek kedvence volt, mint Thomas Beecham és Leonard Bernstein. Számos alkalommal készült róla felvétel, például Beecham, Bernstein, André Previn, Maurice Abravanel, Jesús López-Cobos, Yondani Butt és Stephen Gunzenhauser vezényletével.

## Hangszerelése
2 fuvola, 2 oboa, 2 klarinét, 2 fagott, 4 kürt, 2 trombita, 3 harsona, üstdob, nagydob, cintányér, vonós hangszerek.
Az előadása – tempóválasztástól függően – 40-45 percet vesz igénybe.